# Mehmet Seçme
Mehmet Seçme (* 24. Oktober 1996 in Kocasinan) ist ein türkischer Fußballspieler.

## Karriere
Seçme begann 2007 in der Jugend von Kayseri Erciyesspor mit dem Vereinsfußball.
Gegen Ende der Saison 2014/15 wurde er erstmals am Training der Profimannschaft beteiligt und gab schließlich am 26. April 2015 in der Ligapartie gegen Balıkesirspor sein Profidebüt. Zum Ende der Saison 2014/15 hatte Seçme auch von seinem Klub auch einen Profivertrag erhalten.